# Премия имени Коста Хетагурова (Южная Осетия)
Государственная премия имени Коста Хетагурова Южной Осетии (Премия имени Коста Хетагурова (Южная Осетия), официальные названия — Государственная премия имени Коста Хетагурова в области литературы и искусства (1964—1991), Государственная премия имени Коста Хетагурова в области литературы и искусства (с 2003)) — высшая награда частично признанной республики Южная Осетия в области литературы и искусства.

## О премии
В Южной Осетии присуждается Государственная премия имени Коста Хетагурова в области литературы и искусства. В соответствии с действующим положением, эта премия присуждается один раз в два года за выдающиеся творческие достижения и значительный вклад в культуру Республики Южная Осетия в области литературы, искусства, публицистики, осетинской филологии и исторических наук. Премия присуждается Указом Президента Республики Южная Осетия по представлению Комиссии по Государственной премии имени Коста Хетагурова при Президенте Республики Южная Осетия.
Лицу, удостоенному этой премии, присваивается почетное звание «Лауреат Государственной премии имени Коста Хетагурова», вручается денежное вознаграждение, диплом и нагрудный знак.
Государственная премия имени Коста Хетагурова вручается Главой Республики Южная Осетия в торжественной обстановке в день рождения Коста Хетагурова (15 октября).

## Из истории премии
История премии К.Хетагурова в Южной Осетии начинается с 1969 года, однако, впервые имена лауреатов государственной премии были названы в октябре 1976 года. Первыми лауреатами премии в 1976 году стали народный художник Осетии Махарбек Туганов, и писатель Георгий Дзугаев. Премии присуждались 1979, 1981 и в 1987 годах соответственно. Статус Государственной премии был возобновлен в 2007 году.

## Лауреаты
- 1976
  - Махарбек Туганов, народный художник Осетии, заслуженный деятель искусств Грузинской ССР — за графические работы по Нартскому эпосу и писатель Георгий Дзугаев — за роман «Золотой источник».
- 1979
  - писатель Нафи Джусойты — за книгу повестей «Смерть человека» и художник Борис Санакоев — за картину «Друзья».
- 1981
  - писатель Федор Гаглоев (Гафез) — за книгу повестей «Дыхание родной земли» и цикл стихотворений и художнику Григорию Котаеву — за серию художественных полотен.
- 1988
  - Хаджи-Мурат Дзуццати за сборник критических статей «Время и литература»,
  - за спектакль «Орешник не зацвел весной»: Анатолий Жажиев — автор пьесы, Хасан Джуссоев — режиссёр-постановщик; Давид Габараев, Людмила Галаванова и Руслан Чабиев — актёры, исполнители главных ролей.
- 2010
  - писатель Мелитон Казиев — за сборник произведений «Верю в человека»
  - писатель Герсан Кодалаев — за сборник стихов «Имеющий семь душ»;
  - историк Юрий Гаглойти — за монографию «Алано-Георгика»;
  - композитор и хормейстер Анисим Дзаттиаты — за вклад в развитие осетинского хорового искусства;
  - кандидат филологических наук Боболка Медоева — за учебное пособие «Современный осетинский язык. Морфология».
  - В области языкознания премия за работу над «Толковым словарем осетинского языка» премия была присуждена Николаю Габараеву[осет.], Владимиру Ванееву, Магомету Исаеву, Валентину Цховребову, Дзадте Гугкаеву, Георгию Джатиеву, Герасу Тедееву, Замире Цховребовой, Федору Техову (последним пятерым посмертно).
- 2012
  - доктор философских наук Рутену Кабисову — за научные труды по философии (посмертно);
  - Народный художник РЮО Мурат Шавлохов — за произведения искусства в области живописи и графики (посмертно)
  - заслуженный журналист РЮО Батрадзу Харебову — за книгу «Публицистика».
- В 2014
  - в области филологии — кандидату филологических наук Зое Битаровой — за книгу «Энциклопедия для детей»;
  - в области искусства Народному артисту РЮО Мэлсу Шалохову — за методическое пособие «Осетинский танец и танцевальный коллектив»;
  - в области литературы Нафи Джусойты — за переводы и литературные статьи;
  - в области исторических наук премия была поделена между двумя претендентами, кандидатами исторических наук Юрием Гаглойти — за книгу «Скифо-Аланика» и Робертом Гаглойты[осет.] — за книгу «Культы и религиозные верования населения Южной Осетии в I—IV вв.н. э.».
- 2016
  - в области литературы кандидату филологических наук Гацыру Плиеву — за книги «История осетинской литературы» и «Мир Коста»;
  - в области исторических наук старшему научному сотруднику ЮОНИИ Ирине Бигулаевой — за книгу «Коста Леванович Хетагуров: научная биография»;
  - в области филологии кандидату биологических наук Теймуразу Кокоеву — за «Русско-осетинский энциклопедический словарь по биологии и медицине. Неологизмы и система терминов»;
  - в области публицистики кандидату педагогических наук Залине Тедеевой и заслуженному журналисту РЮО Хансиат Кодалаевой — за издание журнала «Русское слово в Южной Осетии».
- 2019
  - в области литературы — поэтесса Ольга Чехоева — за серию поэтических сборников;
  - в области искусства — заслуженный деятель искусств РЮО Нино Валиева — за музыкальную композицию «В горах»;
  - в области осетинской филологии — кандидат филологических наук Зарбег Джабиев — за «Фразеологический словарь осетинского языка»;
  - в области публицистики премия была поделена между коллективом журнала «Фидиуæг» и кандидатом исторических наук Робертом Кулумбеговым — за книги «Южная Осетия. Год за годом» и «Южная Осетия. От прошлого к настоящему»;
  - в области исторических наук — кандидатом исторических наук Юрием Гаглойти — за сборник научных трудов «Нарты и Аланы» и кандидатом филологических наук Коста Дзугаевым — за монографию в 3-х книгах «Понятие „окна возможности“ применительно к интеграционно-воссоединительному процессу Осетии».